# Strada statale 376 dei Tre Titoli
La ex strada statale 376 dei Tre Titoli (SS 376), ora strada provinciale 166 dei Tre Titoli (SP 166) in Molise e strada provinciale 146 dei Tre Titoli (SP 146) in Puglia, è una strada provinciale italiana di collegamento interregionale.

## Percorso
La strada ha inizio distaccandosi dalla strada statale 87 Sannitica a pochi chilometri da Casacalenda, dirigendosi verso la stazione di Bonefro-Santa Croce sulla linea ferroviaria Campobasso-Termoli.
Il tracciato prosegue in direzione est, raggiungendo le stesse Bonefro e Santa Croce di Magliano, continuando verso la provincia di Foggia, dove incrocia la ex strada statale 480 di Ururi prima di terminare a Serracapriola dove si innesta sulla ex strada statale 16 ter Adriatica.
In seguito al decreto legislativo n. 112 del 1998, dal 2001 la gestione del tratto molisano è passata dall'ANAS alla Regione Molise, che ha provveduto al trasferimento dell'infrastruttura al demanio della provincia di Campobasso; nello stesso anno la gestione del tratto pugliese è passata alla regione Puglia, che ha provveduto al trasferimento dell'infrastruttura al demanio della provincia di Foggia.